# Ligularia lydiae
Ligularia lydiae là một loài thực vật có hoa trong họ Cúc. Loài này được Minderova mô tả khoa học đầu tiên năm 1957.